# Rue Fernand-Raynaud
La rue Fernand-Raynaud est une voie du 20e arrondissement de Paris, en France.

## Situation et accès
La rue Fernand-Raynaud est une voie publique située dans le quartier de Belleville dans le  20e arrondissement de Paris. Elle débute au 47, rue de l'Ermitage et se termine au 42, rue des Cascades. Voie uniquement piétonne en escalier, elle mesure 29 mètres de longueur, sur un axe grossièrement ouest-nord-ouest/est-sud-est, pour une largeur de 2,5 mètres.

## Origine du nom
Elle porte le nom du fantaisiste, humoriste et comédien français Fernand Raynaud (1926-1973). 

## Historique
La voie est créée sous le nom provisoire de « voie U/20 » et prend sa dénomination actuelle par un arrêté municipal du 31 janvier 1994. 